# Louis Gomis (football, 1945)
Pour les articles homonymes, voir Louis Gomis.
Louis Gomis, né le 24 mai 1945 à Dakar (Sénégal), est un joueur de football sénégalais qui évolue au poste de milieu de terrain dans des clubs de Championnat de France de deuxième division.

## Biographie
Avec le Amiens SC, il joue en Championnat de France amateur, puis dès 1970, l'équipe est reversée en deuxième division. Elle y reste jusqu'en 1973, lorsqu'elle est reléguée en D3. Gomis rejoint alors le FC Bourges, autre club qui évolue en D2. En 1975, celui-ci connaît également la relégation. Il finit vainqueur du groupe centre-ouest de division 3 l'année suivante. Il s'engage en 1976 avec le Club sportif de Thonon qui évolue alors en division d'Honneur du Lyonnais. En 1978, il fait partie de l'effectif qui est champion de cette compétition, sous les ordres de l'entraîneur Jean-Pierre Carayon. Dès sa première saison en troisième division, le club obtient directement sa promotion à l'échelon supérieur, en finissant deuxième du groupe Sud derrière la réserve de l'AS Monaco qui ne peut pas monter. L'équipe fait également un beau parcours en Coupe de France 1978-1979 ne tombant qu'en 16e de finale face au futur vainqueur le FC Nantes. Gomis retrouve ainsi la deuxième division avec Thonon et est titulaire toute la saison 1979-1980 (33 matchs joués).

## Palmarès
- Vainqueur du groupe Centre-Ouest de troisième division en 1976 avec le FC Bourges
- Champion de division d'Honneur du Lyonnais en 1978 avec le CS Thonon
- Deuxième du groupe Sud de troisième division en 1979 avec le CS Thonon